# إدوارد باريت (عسكري)
إدوارد باريت (بالإنجليزية: Edward Barrett)‏ هو عسكري أمريكي، (ولد في فيلادلفيا في الولايات المتحدة 1855  م).